# Ovidie
Ovidie, pseudonimo di Éloïse Delsart (Lilla, 25 agosto 1980), è un'ex attrice pornografica, scrittrice e regista pornografica francese; nel 2001 pubblica il saggio Porno Manifesto. Storia di una passione proibita.

## Filmografia

### Filmografia pornografica
- La Fête à Gigi (2000)
- XYZ (2000)
- Max, portrait d'un serial-niqueur (2000)
- Orgie en noir (2000)
- Rocco Meats an American Angel in Paris (2000)
- La Revanche des connes (2001)
- Regarde-moi (2001)
- Sottopaf et Saccapine font leur cinéma (2001)
- Claudine (2001)
- Le Fabuleux Destin d'Ovidie (2001)
- La Fille du batelier (2001)
- Ovidie mène l'enquête (2001)
- Les routières sont sympas (2001)
- Xperiment (2002)
- Orgasmus n°2 (2002)
- Baise-moi si tu veux (2003)
- Les Secrétaires (2003)
- Bangtour 32 : Ovidie à Amiens (2004)
- Katsumi à l'école des sorcières (2004)
- Le Point G (2007)
- Liberté sexuelle (2012)
- Pulsion (2014)

### Filmografia non pornografica
- Ovidie, regia di Clarisse Hahn (2000)
- Le Pornographe (Il pornografo), regia di Bertrand Bonello (2001)
- Mortel Transfert, regia di Jean-Jacques Beineix (2001)
- Les Plombiers, regia di Wesley Mrozinki (2003)
- All About Anna, regia di Jessica Nilsson (2005)
- Second Plan, regia di Christophe Chudy (2005)
- La Nuit des horloges, regia di Jean Rollin (2007)
- Saint Amour, regia di Gustave Kervern e Benoît Delépine (2016)
- En même temps, regia di Gustave Kervern e Benoît Delépine (2022)

## Riconoscimenti
- Hot d'Or Award – Hot d'Or d'honneur e Miglior Sceneggiatura Originale per Orgie en noir 2001[1]
- Ninfa Award – Miglior attrice 2002[2]
- Hot d'Or d'Honneur 2009[1][3]